# Đoàn Thị Điểm
Đoàn Thị Điễm (Hien Pham, 1705 – 11 settembre 1748) è stata una poetessa vietnamita.
È nota per il suo poema sulla vita della dea Liễu Hanh e per la sua traduzione del Lamento della moglie di un guerriero di Đàng Trãn Côn.